# Scopticus herbeus
Scopticus herbeus là một loài nhện trong họ Thomisidae.
Loài này thuộc chi Scopticus. Scopticus herbeus được Eugène Simon miêu tả năm 1895.